# Abraham Lincoln (film, 1940)
Pour les articles homonymes, voir Abraham Lincoln (homonymie).
Pour plus de détails, voir Fiche technique et Distribution.
Abraham Lincoln (Abe Lincoln in Illinois) est un film américain en noir et blanc réalisé par John Cromwell, sorti en 1940.

## Synopsis
Abe Lincoln quitte sa maison pour la première fois après avoir été embauché avec deux de ses amis par Denton Offutt pour emmener un chargement de cochons par voie d'eau jusqu'à la Nouvelle-Orléans. Lorsque leur bateau est coincé dans un barrage de la colonie de New Salem, Abe voit Ann Rutledge, la fille du tavernier local et en tombe amoureux. Lorsque Denton lui propose plus tard un emploi dans le magasin qu'il a décidé de s'installer à New Salem, Abe accepte volontiers.
Découvrant cependant qu'Ann a déjà un fiancé, il décide de s'installer, devenant l'homme le plus populaire du coin avec son humour bon enfant, et prenant des leçons de l'instituteur Mentor Graham. Lorsque son rival pour les affections d'Ann part pour se perfectionner, Ann l'attend deux ans avant de recevoir une lettre de lui dans laquelle il déclare ne pas savoir quand il reviendra. Abe saisit l'opportunité de lui exprimer son amour mais elle n'est pas sûre de ses sentiments pour lui et demande un peu de temps. Elle meurt bientôt d'une fièvre cérébrale, disant à Abe sur son lit de mort qu'elle aurait pu l'aimer.
Plus tard, Abe est invité à se présenter à l'Assemblée de l'État et gagne un siège mais après son premier mandat à Springfield dans Illinois, il décide d'étudier le droit à la place. Lorsque Mary Todd rend visite à sa sœur Elizabeth Edwards et à son riche et influent mari Ninian, une fête est organisée en son honneur. Tous les célibataires éligibles se présentent, y compris le rival politique le plus féroce d'Abe, Stephen Douglas. À la surprise générale, c'est Abe, simple et grossier, qui attire l'attention de Mary, au grand dam de sa sœur. Ambitieuse, cette dernière sent de la grandeur en lui et est déterminée à le conduire vers son destin légitime, malgré son manque d'ambition. Abe lui demande de l'épouser, mais change d'avis à la dernière minute, déconcerté par sa conduite, et quitte la ville. Après avoir mûrement réfléchi, il lui demande à nouveau la main qu'elle accepte. Les années passent et ils ont plusieurs enfants.
À l'approche d'une élection présidentielle , le parti républicain est tellement divisé que les favoris sont inacceptables pour tous. Les chefs de partis font un compromis sur Abe Lincoln. Il s'engage dans une série de débats avec Stephen Douglas , le candidat adverse, dont un des thèmes est l'esclavage. Dans un discours émouvant, Abe soutient qu'une maison divisée contre elle-même ne peut pas tenir. Il remporte l'élection. À la fin du film, Abe dit au revoir à ses amis et monte dans le train pour se rendre à Washington, DC.

## Fiche technique
- Titre : Abraham Lincoln
- Titre original : Abe Lincoln in Illinois
- Réalisation : John Cromwell
- Scénario : Grover Jones et Robert E. Sherwood
  - d'après la pièce Abe Lincoln in Illinois (1938) de Robert E. Sherwood
- Musique : Roy Webb
- Direction artistique : Van Nest Polglase et Carroll Clark (associé)
- Décors de plateau : Casey Roberts
- Tournage : du 7 août 1939 au 29 septembre 1939
- Lieu de tournage : Eugene (Oregon)
- Photographie : James Wong Howe
- Montage : George Hively
- Producteur : Max Gordon (producer) (en)
- Société de production : Max Gordon Plays & Pictures Corporation
- Société de distribution : RKO Pictures
- Pays de production :  États-Unis
- Langue originale : anglais américain
- Format : noir et blanc — 35 mm — 1,37:1 — son : mono
- Genre : Biopic, drame et historique
- Durée : 110 minutes
- Dates de sortie : 
  - États-Unis : 19 avril 1940
  - France : 3 octobre 1945 (Paris)

## Distribution
- Raymond Massey : Abraham Lincoln
- Gene Lockhart : Stephen Douglas
- Ruth Gordon : Mary Todd Lincoln
- Mary Howard : Ann Rutledge
- Dorothy Tree : Elizabeth Edwards
- Minor Watson : Joshua Speed
- Harvey Stephens : Ninian Edwards
- Aldrich Bowker : le juge Bowling Green
- Maurice Murphy : John McNeil
- Louis Jean Heydt : Mentor Graham
- Harlan Briggs : Denton Offut
- Alan Baxter : Billy Herndon
- Howard Da Silva : Jack Armstrong
- Clem Bevans : Ben Mattingly
- Syd Saylor : John Johnston
- Charles Middleton : Tom Lincoln
- Elisabeth Risdon : Sarah Hanks Lincoln
- Herbert Rudley : Seth Gale
- Andy Clyde : directeur de théâtre
- Roger Imhof : M. Crimmin
- Edmund Elton : M. Rutledge
- Leona Roberts : Mme Rutledge
- Florence Roberts : Mme Bowling Green
- George Rosener : Dr Chandler
- Trevor Bardette : John Hanks
- Alec Craig : Truman Cogdall

Acteurs non crédités
- Ed Brady : Le barreur du radeau
- Esther Dale : La cuisinière de Lincoln
- Fay Helm : Mme Seth Gale
- George Irving : le colonel Robert E. Lee